# Moses E. Lewis
Moses E. Lewis (* 26. Juli 1854 in Coal Valley, Rock Island County, Illinois; † 13. März 1951 in Pasadena, Kalifornien) war ein US-amerikanischer Politiker. Zwischen 1915 und 1917 war er Vizegouverneur des Bundesstaates Colorado.

## Werdegang
Über die Jugend und Schulausbildung von Moses Lewis ist nichts überliefert. Auch über seinen beruflichen Werdegang jenseits der Politik ist nichts bekannt. Er kam nach Colorado, wo er als Mitglied der Republikanischen Partei eine politische Laufbahn einschlug. Zwischen 1905 und 1909 gehörte er dem Senat von Colorado an.
Im Jahr 1914 wurde Lewis an der Seite von George Alfred Carlson zum Vizegouverneur des Staates Colorado gewählt. Dieses Amt bekleidete er zwischen 1915 und 1917. Dabei war er Stellvertreter des Gouverneurs und Vorsitzender des Staatssenats. Im Jahr 1928 war er Ersatzdelegierter zur Republican National Convention. Über sein Leben nach dieser Zeit gibt es in den Quellen keine Angaben. Er starb am 13. März 1951 in Pasadena im Alter von 96 Jahren.